# Paramount Home Media Distribution
Paramount Home Media Distribution, tidigare Paramount Home Entertainment, Paramount Home Video och Paramount Video, bildades 1975 och är ett amerikanskt hemvideoföretag, som är dotterbolag åt Paramount Pictures.

## Historik
Den 4 oktober 2012 meddelades att Paramount Home Media Distribution och Warner Home Video ett distributionsavtal, där warner Home Video fick de amerikanska och kanadensiska rättigheterna till över 600 Paramounttitlar på DVD, bluray, Ultraviolet, Flixster från 1 januari 2013.

### Fotnoter
1. ↑  Warner Bros & Paramount Announce Home Media Distribution Deal Deadline.com (4 oktober 2012).